# Max Wünsche
Max Wünsche (ur. 20 kwietnia 1914 w Kittlitz, zm. 17 kwietnia 1995 w Monachium) – SS-Standartenführer (pułkownik Waffen-SS), podczas II wojny światowej dowódca m.in. 12 Pułku Pancernego SS.

## Kariera wojskowa
W wieku 20 lat wstąpił do SS-VT (nr legitymacji SS 153508). W 1936 roku ukończył SS-Junkerschule (szkołę wojskową dla kandydatów na oficerów SS) i otrzymał stopień SS-Untersturmführera. Wkrótce potem został przyjęty w szeregi elitarnego pułku (później dywizji) Leibstandarte Adolf Hitler, gdzie powierzono mu dowodzenie nad jednym z plutonów. W okresie 1938–39 był oddelegowany do Reichssicherheitsdienst, czyli wąskiej grupy SS-manów stanowiących osobistą ochronę Führera. Został adiutantem Adolfa Hitlera i towarzyszył mu m.in. podczas inspekcji wojsk walczących w Polsce.
W styczniu 1940 roku powrócił do Leibstandarte. Wziął udział w kampanii francuskiej, podczas której został ranny, ale też odznaczony Krzyżem Żelaznym I i II klasy. Podczas kampanii bałkańskiej otrzymał awans na SS-Hauptsturmführera, a także pełnił funkcję adiutanta Seppa Dietricha.
W czasie ataku Niemiec na ZSRR walczył wraz z Leibstandarte w ramach GA Południe. W lutym 1942 roku został dowódcą batalionu dział szturmowych. Pomiędzy czerwcem a wrześniem tego samego roku przebywał w Niemczech, gdzie kształcił się w Akademii Wojskowej. Po jej ukończeniu powrócił w stopniu SS-Sturmbannführera na front wschodni, aby objąć dowództwo nad batalionem w nowo sformowanym 1 Pułku Pancernym SS. Zimą 1943 roku wyróżnił się podczas trzeciej bitwy o Charków. W uznaniu za wzorowe dowodzenie swymi czołgami podczas tej bitwy, otrzymał Krzyż Niemiecki w Złocie oraz najwyższe niemieckie odznaczenie wojskowe – Krzyż Rycerski. W wieku 28 lat został awansowany na SS-Obersturmbannführera (podpułkownika).

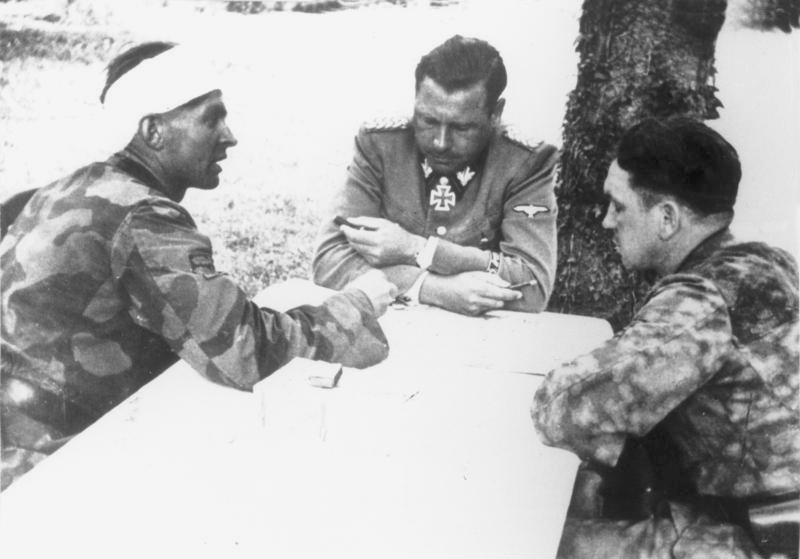
Narada dowództwa 12 Dywizji Pancernej SS podczas walk w Normandii. Od lewej: Wünsche, Fritz Witt, Kurt Meyer

W lipcu 1943 roku został przeniesiony z Leibstandarte do formującej się w Belgii 12 Dywizji Pancernej SS "Hitlerjugend", w której objął dowodzenie nad 12 Pułkiem Pancernym SS. Dywizja weszła do boju 6 czerwca 1944 roku w Normandii i walczyła tam przeciwko Kanadyjczykom, Brytyjczykom i Polakom, aż do czasu jej rozbicia w bitwie pod Falaise (7–21 sierpnia). Zanim to jednak nastąpiło 12 Pułk Pancerny SS zapisał na swoim koncie zniszczenie 250 alianckich czołgów (z czego kilkadziesiąt 9 sierpnia w bitwie o wzgórze 140). Za te dokonania 11 sierpnia Wünsche otrzymał Liście Dębu do Krzyża Rycerskiego. Udało mu się wydostać pieszo z kotła pod Falaise, ale w trakcie przedzierania się przez alianckie linie został ranny w nogę. 24 sierpnia 1944 roku został wzięty do niewoli. Do 1948 roku przebywał w obozie jenieckim w Szkocji.
Po powrocie do Niemiec został kierownikiem przedsiębiorstwa przemysłowego w Wuppertalu. Zmarł w 1995 roku w Monachium.

## Odznaczenia[1]
- Krzyż Rycerski Krzyża Żelaznego z Liśćmi Dębu
  - Krzyż Rycerski – 28 lutego 1943
  - Liście Dębu (nr 548) – 11 sierpnia 1944
- Krzyż Niemiecki w Złocie
- Krzyż Żelazny I Klasy
- Krzyż Żelazny II Klasy
- Medal za Kampanię Zimową na Wschodzie 1941/1942
- Odznaka Szturmowa Piechoty